# Chorizagrotis nyctopis
Chorizagrotis nyctopis är en fjärilsart som beskrevs av George Francis Hampson 1903. Chorizagrotis nyctopis ingår i släktet Chorizagrotis och familjen nattflyn. Inga underarter finns listade i Catalogue of Life.